# Galliera Veneta
Galliera Veneta là một đô thị thuộc tỉnh Padova vùng Veneto, tọa lạc cách khoảng 45 km về phía tây bắc của Venezia và cách khoảng 30 km về phía bắc của Padova. Tại thời điểm ngày 31 tháng 12 năm 2004, đô thị này có dân số 6.830 người và diện tích 9.0 km².
Galliera Veneta giáp các đô thị: Cittadella, Loria, Rossano Veneto, San Martino di Lupari, Tombolo.